# Leitweg-ID
Die Leitweg-ID ist ein Kennzeichen einer elektronischen Rechnung zur eindeutigen Adressierung von öffentlichen Auftraggebern in Deutschland (Beispiele: Behörden, Kommunen, Ministerien). Die E-Rechnungsverordnungen des Bundes und einiger Bundesländer fordern die Verwendung der Leitweg-ID als verpflichtendes Attribut einer elektronischen Rechnung, die entsprechend der europäischen Norm EN 16931-1 an einen öffentlichen Auftraggeber in Deutschland gestellt wird. Der Bund und die Länder sind zuständig für die Vergabe von Leitweg-IDs an die öffentlichen Auftraggeber, sofern eine Verwendung in den jeweiligen E-Rechnungsverordnungen von Bund und Bundesländern vorgeschrieben ist. Wenn die Verwendung der Leitweg-ID nicht vorgegeben ist, dann kann als Referenz auch ein anderer Wert angegeben werden (im Feld BT-10 der europäischen Norm).

Eine Leitweg-ID darf in den mit der europäischen Norm kompatiblen Formaten (sogenannte Core Invoice Usage Specification) XRechnung, ZUGFeRD ab Version 2.0 und PEPPOL BIS Billing 3.0 als Attributwert im Attribut „Buyer Reference“ (Attribut BT-10 der EN 16931-1) verwendet werden. 

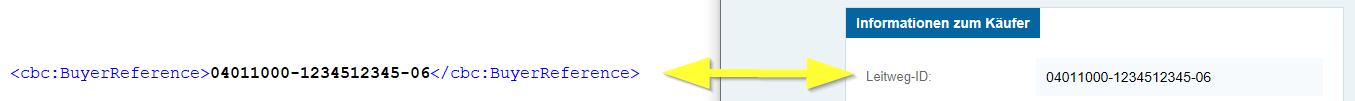

 Die Koordinierungsstelle für IT-Standards (KoSIT) veröffentlicht die Leitweg-ID-Formatspezifikation. Die Formatspezifikation definiert den Aufbau der Leitweg-ID und den Prüfalgorithmus für die beiden Prüfziffern.

## Aufbau der Leitweg-ID
Die Leitweg-ID besteht aus der Grobadressierung (numerisch), der optionalen Feinadressierung (alphanumerisch), zwei verpflichtenden Prüfziffern und ein oder zwei Bindestrichen (abhängig von der Existenz einer Feinadressierung). Die Grobadressierung erlaubt die Zuordnung zum Bund oder Bundesland und weiteren untergeordneten Verwaltungsstrukturen. Die Feinadressierung kann vom Bund und den Bundesländern frei zur eindeutigen Adressierung der öffentlichen Auftraggeber genutzt werden.
| Grobadressierung | - | Feinadressierung | - | Prüfziffern |
| ---------------- | - | ---------------- | - | ----------- |
| 04011000         | - | 12345ABCXYZ      | - | 86          |

## Verzeichnis
Zurzeit gibt es kein vollständiges Verzeichnis von Leitweg-IDs. Der Rechnungsempfänger wird seine Leitweg-ID dem Rechnungssteller bekanntgeben.

## Ziel und Nutzen
Die Leitweg-ID bietet eine eindeutige Adressierung einer E-Rechnung an einen öffentlichen Auftraggeber in Deutschland.

## Verwendung der Leitweg-ID als Bestandteil der Peppol Participant ID
Einige deutsche Behörden erlauben eine Einreichung von EN16931-kompatiblen Rechnungen über das PEPPOL-Netzwerk. Die Behörde kann in diesem Fall ihre PEPPOL-Empfängeradresse, die sogenannte Peppol Participant ID, nach dem folgenden Schema bilden: 0204:Leitweg-ID. Die KOSIT hat das Präfix 0204 in der International Code Designator (ICD) Liste zur Kennzeichnung der Leitweg-ID registriert. Bei einem PEPPOL-Versand an eine Behörde wird die Peppol Participant ID nur auf der Transportebene (SBDH envelope) benutzt, das Feld BT-10 in der transportierten Rechnung (Payload) bleibt unverändert. Die Leitweg-ID der transportierten Rechnung (Payload) kann, muss aber nicht identisch sein mit der Leitweg-ID der Transportebene (SBDH envelope).